# Сухі II
Сухі II (*д/н — бл. 900 до н. е.) — володар-країни міста-держави Каркемиш близько 940—900 роках до н. е.

## Життєпис
Походив з династії Сухі. Син володаря-країни (молодшого царя) Астуватаманзи. Відомо про його 5 написів клинописом, де Сухі II розповідає про свою діяльність. Повідомляє про руйнування міста Алатахана, а також згадує місто Хазауна. Окремий напис присвячено дружині Сухі II — Васуті (Бонус-ті), де зазначено, що їх обох всюди слід згадувати однаково. Можливо, вона була донькою великого царя Ура-Тархунди. Ще одному записі відомо про шлюб доньки Сухі II і великого царя Тудхалії, сина Ура-Тархунди, який зберігав номінальну владу при фактичному пануванні свого тестя.
Згадуються сини Сухі II — Халпасулупі й Катува, останній з яких спадкував владу. За панування Сухі II розпочалися значні будівельні роботи. Цьому, ймовірно, сприяв спокій на кордонах і в стосунках з сусідніми державами. Столицю Каркемиш зміцнили.